# ASA Aluminium Body
ASA Aluminium Body ist ein argentinischer Hersteller von Automobilen.

## Unternehmensgeschichte
Das Unternehmen aus San Isidro begann 1983 oder 1985 mit der Produktion von Automobilen. Der Markenname lautet Asa. Eine Quelle nennt als Inhaber Nestor Salemo, eine andere Julio Acuña und Miguel Dellepiane. Bisher entstanden etwa 26 Fahrzeuge.

## Fahrzeuge
Das laut einer Quelle einzige Modell ist der Monofaro. Dies ist ein zweisitziger Roadster, der einem Monoposto von Maserati der 1950er Jahre nachempfunden ist. Die erste Ausführung stand von 1983 bis 1986 im Sortiment und fand etwa sechs Käufer. Ein Vierzylindermotor von Fiat mit 1608 cm³ Hubraum und 100 PS Leistung trieb die Fahrzeuge an. Der Radstand betrug 248 cm und die Spurweite 142 cm.
Seit 1986 treibt ein Vierzylindermotor von Volkswagen mit 1781 cm³ Hubraum und 96 PS Leistung die Fahrzeuge an.
Eine andere Quelle aus 2006 gibt an, dass neben Nachbildungen des Lotus Seven und des Porsche 550 seit den 1990er Jahren Einzelstücke nach historischen Vorbildern von Alfa Romeo, Amilcar, Frazer Nash, Lancia und Maserati entstanden.